# Tumba de Mian Ghulam Kalhoro
La tumba de Mian Ghulam Kalhoro es un santuario religioso situado en la ciudad de Hyderabad, en la región de Sindh (Pakistán). Es el mausoleo de Mian Ghulam Shah Kalhoro quien murió en 1772 y se cree que es el fundador de la ciudad de Hyderabad en Pakistán, así como la segunda figura más importante en Sindh después de Shah Abdul Latif Bhittai. Es el edificio más antiguo de la ciudad.

## Descripción
El mausoleo de Kalhoro fue construido sobre un plano octogonal. Mide mide 17 m de ancho y 11 m de altura y está construido dentro de un fuerte de forma rectangular. El interior de la tumba es un ejemplo de arte sindhi que está decorado con dorados, ventanas en forma de arco y azulejos. Las ventanas en forma de arco están llenas de rejillas de terracota de patrones geométricos.

## Mantenimiento
El recinto amurallado del área de la tumba se ha ido llenando gradualmente de tumbas de otras personas, convirtiéndolo en un cementerio. Desde 2011, su conservación está a cargo del gobierno de la provincia de Sindh.
El techo abovedado de la tumba se cayó a principios del siglo XX y fue reemplazado por un techo plano. Desde entonces ha sido restaurado.

## Galería

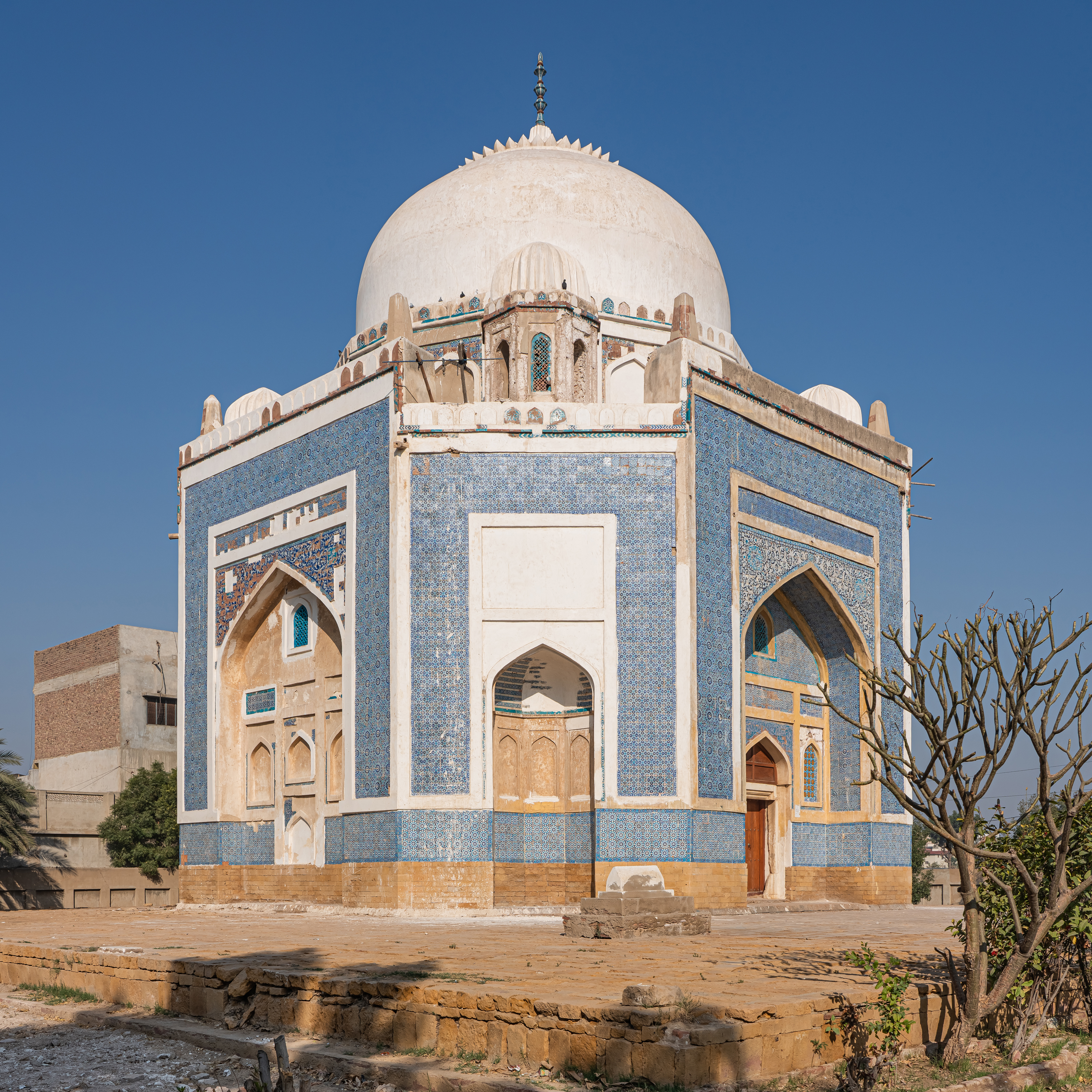
Vista lateral
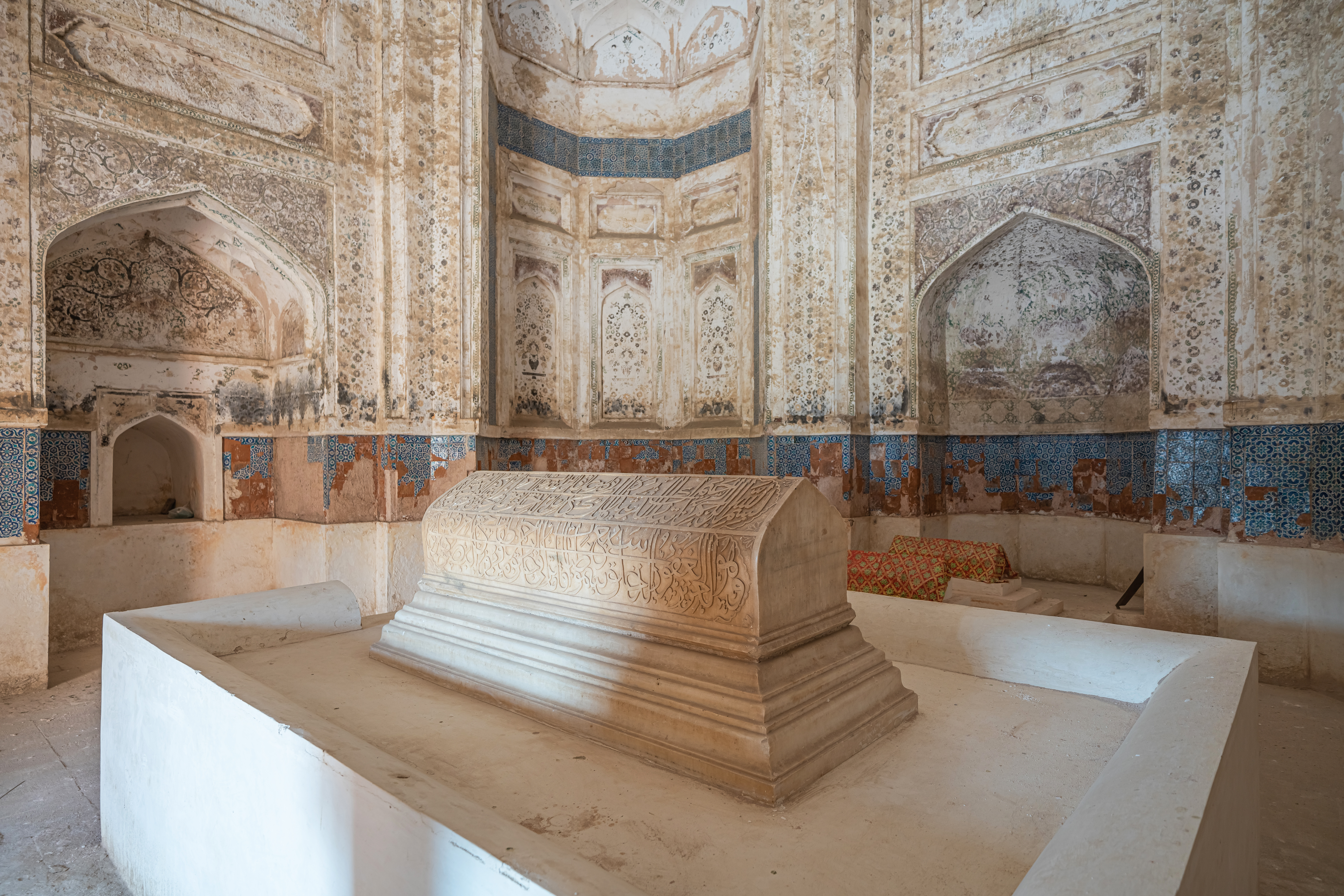
Interior del mausoleo
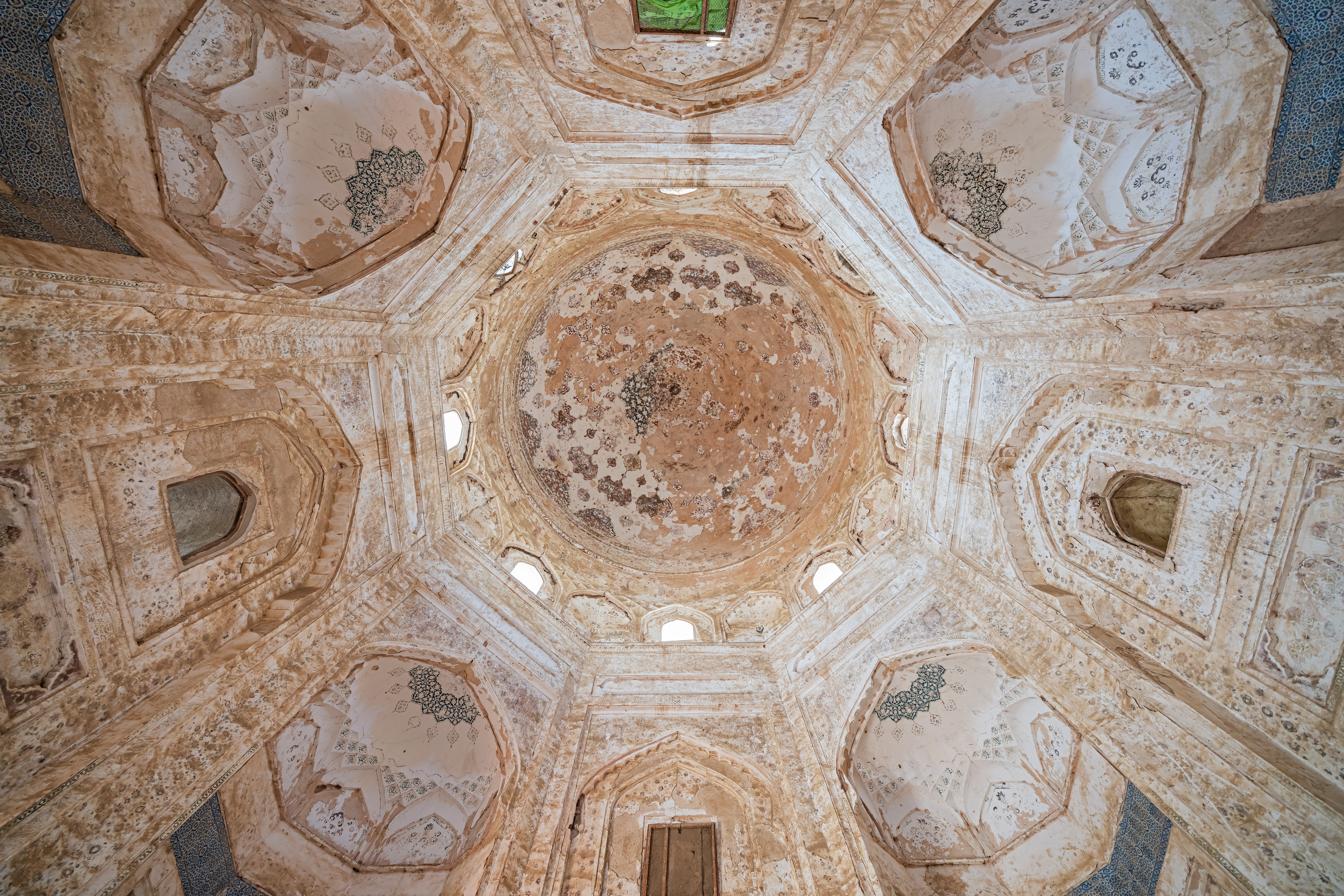
Interior de la cúpula